# Manon Sikkel
Manon Sikkel (1965) is journalist, psycholoog en schrijfster van kinderboeken.

## Levensloop
Sikkel bracht haar jeugd door in Hilversum, alwaar ze school liep aan het Gemeentelijk Gymnasium Hilversum. Ze studeerde psychologie aan de Universiteit van Amsterdam. Ook studeerde ze enige tijd aan de London School of Economics.
Als journaliste was en is ze verbonden aan diverse bladen. Naast haar journalistieke activiteiten heeft ze allerlei boeken over uiteenlopende onderwerpen geschreven, zoals over koken, psychologie en interviews. Sinds 2010 legt ze zich vooral toe op het schrijven van kinderboeken. Daarnaast gaf ze les aan de Schrijversvakschool in Amsterdam.
Haar kinderboek Is liefde besmettelijk? door Izzylove is bekroond met de Hotze de Roosprijs  2009 en de Debuutprijs van de Jonge Jury. In 2012 won ze voor het eerst de prijs van de Nederlandse Kinderjury. In 2013 won ze zowel de prijs van de Nederlandse Kinderjury als de Pluim van de Senaat van de Nederlandse Kinderjury voor haar boek Voor wie doe jij een moord? In 2018 werd het boek Expeditie vriendschap bekroond met een Pluim van de Prijs van de Nederlandse Kinderjury
In 2014 schreef Manon Sikkel samen met Tjeerd Oosterhuis het Kinderboekenweeklied van Kinderen voor Kinderen met de titel Feest.
Manon Sikkel was van 2019 tot en met 2022 Kinderboekenambassadeur. Zij was de vijfde Kinderboekenambassadeur van Nederland. Eerder waren dat Jacques Vriens, Jan Paul Schutten en Monique en Hans Hagen. De Kinderboekenambassadeur wordt voor twee jaar aangesteld door Stichting Lezen en het Nederlands Letterenfonds in samenwerking met De Schrijverscentrale en Stichting CPNB.

## Werk (selectie)
- Ik mis alleen de HEMA: Nederlanders in het buitenland, met Marion Witter, 2006, Bert Bakker
- Is liefde besmettelijk? door Izzy Love, 2008, Moon uitgevers
- Is vriendschap 4ever? door Izzy Love, 2009, Moon Uitgevers
- Hoe lang zijn geheimen houdbaar? door Izzy Love, 2010, Moon Uitgevers
- Spoedcursus flirten door Izzy Love, 2010, Moon Uitgevers
- Hoe word ik een koppelaar? (in 330 eenvoudige stapjes) door Izzy Love, 2011, Moon Uitgevers
- Voor wie doe jij een moord? door Izzy Love, 2012, Moon Uitgevers
- Heartbreak Hotel door Izzy Love, 2013, Moon Uitgevers
- Elvis Watt: Miljonair, 2013, Moon Uitgevers
- Samen honderd, 2013, Uitgeverij Zwijsen
- Wat een feest! (bijdrage aan verhalenbundel), 2014, Unieboek
- De boomhut, 2014, Zwijsen
- Het bloedhuis, 2014, Uitgeverij Delubas
- Verhalen voor onder je kussen (bijdrage aan verhalenbundel), 2014, Ploegsma
- Elvis Watt: Een koffer met geld, 2014, Moon Uitgevers
- Holiday on Sand door Izzy Love, 2015, Luitingh-Sijthoff
- Slimpie Dimpie Wonderkind, 2015, Luitingh-Sijthoff
- Ik step in de zon, 2015, Zwijsen
- De spookboerderij, 2015, uitgeverij De GeitenPers
- De honing en de honingin, 2016, Zwijsen
- Elvis Watt Heppie Kemper, 2016, Luitingh-Sijthoff
- De geheime gang, 2016, Zwijsen
- Geheim agent oma, 2016, Luitingh-Sijthoff
- Als ik later groot ben, 2017, Uitgeverij Big Balloon (vertaling)
- Gruwelijk Grappige Griezelverhalen, met Tosca Menten en Jozua Douglas, 2017, Luitingh-Sijthoff
- Monster nummer 10, 2017, Uitgeverij Zwijsen
- De niet zo enge buurman, 2017, Luitingh-Sijthoff
- Expeditie vriendschap, 2017, Luitingh-Sijthoff
- Verschrikkelijke vrienden, 2018, Luitingh-Sijthoff
- Geheim agent oma: De grote goudroof, 2019, Luitingh-Sijthoff
- Villa Valentijn door Izzy Love, 2020, Luitingh-Sijthoff
- Geheim agent opa, 2020, Luitingh-Sijthoff
- Izzy Love helpt, 2020, Luitingh-Sijthoff
- De beste school van de hele wereld, 2020, Uitgeverij Zwijsen
- Geheim agent Max, 2021, Luitingh-Sijthoff
- De beste juf van de hele wereld, 2021, Uitgeverij Zwijsen
- De beste meester van de hele wereld, 2022, Uitgeverij Zwijsen
- Geheim agent juf, 2022, Luitingh-Sijthoff
- Sara Paletti, 2022, Luitingh-Sijthoff
- Het landje van Daan, 2022, Uitgeverij Zwijsen
- Boor gaat op reis, 2023, Uitgeverij Zwijsen
- Sara Paletti: Thuis, 2023, Luitingh-Sijthoff
- De beste klas van de hele wereld, 2024, Uitgeverij Zwijsen
- Fin speelt drum, 2024, Uitgeverij Zwijsen
- Geheim agent hond, 2024, Luitingh-Sijthoff

## Bekroningen
- 2009 - Hotze de Roosprijs voor Is liefde besmettelijk? door Izzy Love
- 2010 - Debuutprijs van de Jonge Jury voor Is liefde besmettelijk? door Izzy Love
- 2010 - Tip van de Nederlandse Kinderjury voor Is vriendschap 4ever? door Izzy Love
- 2012 - Prijs van de Nederlandse Kinderjury voor Hoe word ik een koppelaar? door Izzy Love
- 2013 - Pluim van de Senaat van de Nederlandse Kinderjury voor Voor wie doe jij een moord? door Izzy Love
- 2013 - Prijs van de Nederlandse Kinderjury voor Voor wie doe jij een moord? door Izzy Love
- 2014 - Tip van de Nederlandse Kinderjury voor Heartbreak Hotel door Izzy Love
- 2014 - De Apeldoornse Uil voor Elvis Watt: Miljonair
- 2014 - Prijs van de Nederlandse Kinderjury voor Elvis Watt: Miljonair
- 2015 - Tip van de Nederlandse Kinderjury voor Elvis Watt: Een koffer met geld
- 2018 - Pluim van de Senaat van de Nederlandse Kinderjury voor Expeditie vriendschap
- 2019 - Tiplijst van de Nederlandse Kinderjury voor Geheim agent oma
- 2020 - Tiplijst van de Nederlandse Kinderjury voor Geheim agent oma: De grote goudroof
- 2021 - Tiplijst van de Nederlandse Kinderjury voor Geheim agent Max
- 2022 - Tiplijst van de Nederlandse Kinderjury voor De beste juf van de hele wereld
- 2025 - Makkelijk Lezen-tiplijst Kinderboekenweek 2025 voor Geheim agent hond